# Miloš Zukanović
Miloš Zukanović (Servisch: Милош Зукановић) (Split, 8 februari 1996) is een Servisch voetballer die als aanvaller speelt. Hij heeft tevens een Kroatisch paspoort.

## Clubcarrière
In de zomer van 2014 kwam hij bij NAC Breda. Daar trainde hij mee met de A1 maar vanwege een conflict met zijn oude club Rode Ster Belgrado kon hij niet in wedstrijden uitkomen. In januari 2015 werd hij bij het eerste team gehaald als opvolger van Stipe Perica. In de competitiewedstrijd tegen Willem II op 25 januari 2015 maakte hij zijn debuut in het eerste elftal van NAC Breda. In de 3 wedstrijden dat hij voor NAC Breda uitkwam bleek hij niet over een geldige werkvergunning te beschikken. Op 10 februari stelde de KNVB een onderzoek in naar de spits. NAC Breda werd bestraft met een boete van €10.000 waarvan €2.500 voorwaardelijk. Amper 3 weken later heeft de club al afscheid genomen van de aanvaller. Hij keerde terug naar Servië om verder te trainen met Vojvodina Novi Sad.
In augustus 2015 tekende hij een contract voor twee jaar bij het Franse RC Lens waar hij in het tweede team, dat in het Championnat de France amateur uitkomt, is ingedeeld. Daar speelde hij twee seizoenen voor hij eind augustus 2017 overstapte naar Red Star FC dat in het Championnat National speelde. Met de club promoveerde hij in het seizoen 2017/18 naar de Ligue 2 maar zelf werd hij in september 2018 verhuurd aan Entente Sannois Saint-Gratien dat uitkomt in het Championnat National. Begin 2019 maakte hij de overstap naar FK Napredak Kruševac in Servië.

## Carrièrestatistieken
| Seizoen                        | Club            | Land            | Competitie      | Competitie | Competitie | Beker | Beker | Internationaal | Internationaal | Overig | Overig | Totaal | Totaal |
| Seizoen                        | Club            | Land            | Competitie      | Wed.       | Dlp.       | Wed.  | Dlp.  | Wed.           | Dlp.           | Wed.   | Dlp.   | Wed.   | Dlp.   |
| ------------------------------ | --------------- | --------------- | --------------- | ---------- | ---------- | ----- | ----- | -------------- | -------------- | ------ | ------ | ------ | ------ |
| 2014/15                        | NAC Breda       | Nederland       | Eredivisie      | 3          | 0          | 0     | 0     | 0              | 0              | 0      | 0      | 3      | 0      |
| Carrière totaal                | Carrière totaal | Carrière totaal | Carrière totaal | 3          | 0          | 0     | 0     | 0              | 0              | 0      | 0      | 3      | 0      |
| Bijgewerkt tot 4 februari 2015 |                 |                 |                 |            |            |       |       |                |                |        |        |        |        |